# Leptospermum
Leptospermum (J.R.Forst. & G.Forst., 1776) è un genere di piante appartenente alla famiglia delle Mirtacee, originario di Oceania e sud-est asiatico.

## Tassonomia
All'interno del genere Leptospermum sono attualmente incluse le seguenti specie:
- Leptospermum amboinense Blume
- Leptospermum arachnoides Gaertn.
- Leptospermum argenteum Joy Thomps.
- Leptospermum barneyense A.R.Bean
- Leptospermum continentale Joy Thomps.
- Leptospermum crassifolium Joy Thomps.
- Leptospermum deuense Joy Thomps.
- Leptospermum emarginatum H.L.Wendl. ex Link
- Leptospermum epacridoideum Cheel
- Leptospermum glabrescens N.A.Wakef.
- Leptospermum grandiflorum G.Lodd.
- Leptospermum grandifolium Sm.
- Leptospermum gregarium Joy Thomps.
- Leptospermum hoipolloi L.M.H.Schmid & de Lange
- Leptospermum javanicum Blume
- Leptospermum juniperinum Sm.
- Leptospermum lanigerum (Aiton) Sm.
- Leptospermum liversidgei R.T.Baker & H.G.Sm.
- Leptospermum macrocarpum (Maiden & Betche) Joy Thomps.
- Leptospermum micromyrtus Miq.
- Leptospermum minutifolium (F.Muell. ex Benth.) C.T.White
- Leptospermum morrisonii Joy Thomps.
- Leptospermum myrtifolium Sieber ex DC.
- Leptospermum namadgiensis Lyne
- Leptospermum nitidum Hook.f.
- Leptospermum novae-angliae Joy Thomps.
- Leptospermum obovatum Sweet
- Leptospermum oreophilum Joy Thomps.
- Leptospermum petersonii F.M.Bailey
- Leptospermum petraeum Joy Thomps.
- Leptospermum polygalifolium Salisb.
- Leptospermum purpurascens Joy Thomps.
- Leptospermum recurvum Hook.f.
- Leptospermum repo de Lange & L.M.H.Schmid
- Leptospermum riparium D.I.Morris
- Leptospermum rotundifolium (Maiden & Betche) F.A.Rodway
- Leptospermum rupestre Hook.f.
- Leptospermum rupicola Joy Thomps.
- Leptospermum scoparium J.R.Forst. & G.Forst.
- Leptospermum sejunctum Joy Thomps.
- Leptospermum spectabile Joy Thomps.
- Leptospermum sphaerocarpum Cheel
- Leptospermum squarrosum Gaertn.
- Leptospermum tairawhitiense G.J.Atkins, de Lange & M.A.M.Renner
- Leptospermum thompsonii Joy Thomps.
- Leptospermum turbinatum Joy Thomps.
- Leptospermum variabile Joy Thomps.
- Leptospermum wooroonooran F.M.Bailey